# Transdev du Marsan
Transdev du Marsan (Tma) est une filiale de Transdev qui gère le réseau urbain de bus de l'agglomération de Mont-de-Marsan depuis le 31 octobre 2011. Celui-ci est restructuré et se nomme Transports Marsan Agglomération depuis le 31 octobre 2011. Le réseau dessert les 18 communes du Mont-de-Marsan Agglomération.

## Historique
Créé en 2011, Transdev du Marsan remplace la RDTL (Régie des transports landais), régie du conseil général des Landes créée en 1947. En septembre 2011, Veolia Transport devenue en mars 2013 Transdev est choisie par Le Marsan agglomération à la suite d'un appel d'offres, pour exploiter le réseau de bus du Marsan agglomération du 31 octobre 2011 à 2017. Le personnel est conservé. Le 9 juillet 2012, le réseau est restructuré. Transdev du Marsan est reconduit pour la période de 2019 à 2025.
| Année     | Entreprise                          | Nom Commercial | Société Mère               |
| --------- | ----------------------------------- | -------------- | -------------------------- |
| 1983      | Régie des Transports Landais (RDTL) | TUM            | Conseil général des Landes |
| 2011      | Veolia Transport du Marsan (VTM)    | TUM            | Veolia Transdev            |
| 2012      | Veolia Transport du Marsan (VTM)    | Tma            | Veolia Transdev            |
| mars 2013 | Veolia Transport du Marsan (VTM)    | Tma            | Transdev                   |
| oct. 2013 | Transdev du Marsan (TM)             | Tma            | Transdev                   |

### Identité visuelle (logo)

Logo jusqu'au 30 octobre 2011
Logo transitoire du 31 octobre 2011 au 8 juillet 2012
Logo de 2012 à 2018
Logo depuis 2019

## Organisation

### Autorité organisatrice
Mont-de-Marsan Agglomération est l’autorité organisatrice des transports urbains (AOTU) pour son territoire de l'agglomération.
L'agglomération définit l'offre de transport (tracé des lignes, fréquence de passage...), la politique tarifaire, supporte les gros investissements, contrôle la gestion de l'exploitant mais ne met pas à la disposition du délégataire le dépôt et les autobus.

### Exploitant

L'exploitation est confiée à Transdev du Marsan (VTM), société filiale de Transdev.
Transdev du Marsan, assure la gestion du réseau et veille à son bon fonctionnement et met en œuvre tous les éléments susceptibles de contribuer au développement de l'utilisation des transports en commun : formation du personnel, démarche qualité, politique commerciale, études générales.

### Intercommunalité
Mont-de-Marsan Agglomération, regroupe 18 communes de l'agglomération montoise qui sont desservies par le réseau : Benquet, Bostens, Bougue, Bretagne-de-Marsan, Campagne, Campet-et-Lamolère, Gaillères, Geloux, Laglorieuse, Lucbardez-et-Bargues, Mazerolles, Mont-de-Marsan, Pouydesseaux, Saint-Avit, Saint-Martin-d'Oney, Saint-Perdon, Saint-Pierre-du-Mont, Uchacq-et-Parentis

## Agence commerciale et dépôt

### Agence commerciale
L'agence se situe boulevard Antoine Lacaze au cœur du "Pôle de correspondances". On peut y trouver les bus Tma, le transport à la demande Tma+, les vélos Tmavélos. L'agence est située à l'arrêt Pôle de correspondances desservi par les lignes A à E et par la ligne N.

### Le dépôt
Le dépôt du réseau de bus se situe rue de la Ferme du Conte à Mont-de-Marsan. Il est situé à l'arrêt Barbe d'Or desservi par la ligne G.

## Chiffres-clés
- 7 lignes régulières du lundi au samedi : A, B, C, D, E F et G ;
- 1 navette de centre-ville du lundi au samedi ;
- 5 lignes de transport à la demande Tma+ : 1, 2, 3, 4 et 5 ;
- 1 service spécial « Fête de la madeleine » ;
- les 18 communes de la communauté d'agglomération desservies ;
- Plus de 100 points d'arrêts ;
- 40 salariés dont 32 conducteurs, tous repris de la RDTL ;

## État de parc et affectation au 16 février 2017

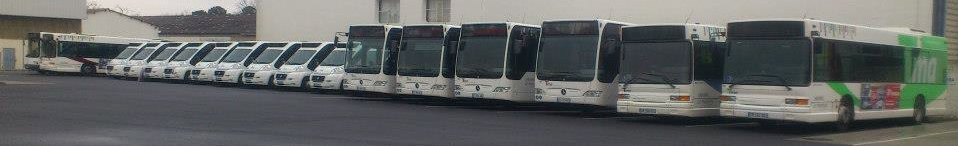

| Modèles                   | Numéros                | Années       | Affectations    |
| ------------------------- | ---------------------- | ------------ | --------------- |
| Standards (03)            |                        |              |                 |
| 1 Mercedes-Benz Citaro C2 | 0022                   | 2012         | A               |
| 2 Irisbus Citelis 12      | 0020, 0021             | 2007         | A B             |
| Midibus (9)               |                        |              |                 |
| 4 Mercedes-Benz Citaro K  | 0009 à 0012            | 2012         | A B C E         |
| 4 Heuliez Bus GX117       | 0001, 0003, 0005, 0030 | 2009         | A B C E         |
| 2 Heuliez Bus GX117 L     | 0002 et 0004           | 2005         | A B C E         |
| Minibus (11)              |                        |              |                 |
| 10 Dietrich City 21       | 8000 à 8009            | 2011 et 2012 | A B C D E F G N |

## Annexe